# La Canela, Dominikanska republiken
La Canela är en ort i Dominikanska republiken.   Den ligger i provinsen Santiago, i den centrala delen av landet, 140 km nordväst om huvudstaden Santo Domingo. La Canela ligger 182 meter över havet och antalet invånare är 4 026.
Terrängen runt La Canela är platt åt nordost, men åt sydväst är den kuperad. Runt La Canela är det tätbefolkat, med 319 invånare per kvadratkilometer. Närmaste större samhälle är Santiago de los Caballeros, 12,7 km öster om La Canela. Omgivningarna runt La Canela är en mosaik av jordbruksmark och naturlig växtlighet.